# Engraulis mordax
La anchoa de California o anchoa del norte (Engraulis mordax) es un pescado azul que se encuentra en el océano Pacífico, desde México hasta la Columbia Británica.

## Relación con humanos

### Pesca comercial
A medida que las poblaciones de sardinas disminuían en el Pacífico durante las décadas de 1940 y 1950, los envasadores de pescado de Estados Unidos empezaron a enlatar las anchoas locales, más abundantes. Las capturas totales aumentaron de 960 toneladas en 1946 a 9464 toneladas en 1947 y alcanzaron un máximo de casi 43000 toneladas en 1953. De 1949 a 1955, se restringió su uso en California, salvo como cebo. En 2010, las capturas estadounidenses declaradas ascendieron a 2100 toneladas métricas. En la actualidad, la mayor parte de la anchoa californiana se pesca para la alimentación animal y como cebo.

### Pesca recreativa
Los pescadores las capturan como cebo o para consumo personal.